# Вила Парк (град, Калифорния)
Вила Парк (на английски: Villa Park) е град в окръг Ориндж, щата Калифорния, САЩ.
Вила Парк е с население от 5999 жители (2000) и обща площ от 5,5 km². Намира се на 104 m надморска височина. ЗИП кодовете му са 92861, а телефонният му код е 714.